# Porsche 917
La Porsche 917 è una vettura da competizione della Porsche, che ha gareggiato nel Campionato del mondo sportprototipi, massimo campionato FIA a "ruote coperte" negli anni '70-'80, nota al pubblico soprattutto per le sue imprese alla 24 Ore di Le Mans.
Infatti questo modello ha portato alla casa tedesca la prima affermazione nella famosa competizione automobilistica nel 1970 e nell'anno successivo. La macchina vincente apparteneva al team automobilistico Porsche austriaco con sede a Salisburgo ed era pilotata dal pilota tedesco Hans Herrmann e dal britannico Richard Attwood.

## Contesto
Nel 1967, con l'intenzione di ridurre le velocità raggiunte a Le Mans e sugli altri circuiti veloci dell'epoca dai prototipi di Gruppo 6 (che non avevano limite di cilindrata) quali, ad esempio, quelli della Ford con motori da 7 litri e allo scopo di coinvolgere nelle gare di durata le case costruttrici dei motori da 3 litri utilizzati in Formula Uno, la Commissione Sportiva Internazionale (C.S.I. - all'epoca settore indipendente della FIA dedicato alle competizioni) istituì un nuovo Campionato Internazionale Marche, dal 1968 al 1971, e vi avrebbero gareggiato le Vetture prototipo di Gruppo 6 con cilindrata limitata a 3 litri.
Sapendo che pochi costruttori erano pronti, la Commissione permise di competere per il titolo anche alle vetture Sport di Gruppo 4, purché prodotte almeno in 50 esemplari, deroga pensata per allargare la rosa dei concorrenti a vetture già esistenti, come la ormai vetusta Ford GT40 MK I e la più recente Lola T70 coupé.
Nell'aprile 1968 la CSI annunciò che, visto lo scarso numero di iscrizioni ricevute per la categoria degli Sport prototipi di Gruppo 6 di 3 litri, a partire dalla stagione 1969 sarebbero bastati 25 esemplari prodotti, per competere nel Gruppo 4 fino alla fine, fissata per il 1971. Tale mossa mirava a permettere l'omologazione nel Gruppo 4 di automobili come la Ferrari 250 LM e la Lola T70, che non erano ancora state prodotte nel numero richiesto (sebbene venissero contati anche gli esemplari in versione aperta della Lola T70 per le gare Can-Am).
A partire dal luglio 1968 la Porsche sostenne un imponente sforzo tecnico ed economico per trarre vantaggio da tale modifica regolamentare: progettò e realizzò 25 esemplari di una vettura completamente nuova per la categoria Sportprototipi con l'ovvio obiettivo di vincere alla 24 Ore di Le Mans.
In dieci mesi la Porsche 917 fu sviluppata a partire dalla Porsche 908 con tecnologie di punta: il primo motore Porsche a 12 cilindri e un esteso utilizzo di titanio, magnesio e leghe esotiche mutuate dalle esperienze Porsche con le leggerissime vetture per le cronoscalate.
Alla prima ispezione da parte dei commissari della CSI, solo tre vetture erano complete, e 18 ancora in linea di produzione; esistevano poi scocche e pezzi per altri sette esemplari: l'omologazione fu rifiutata nonostante le argomentazioni della Porsche ma fu poi concessa il 20 aprile, quando Ferdinand Piëch esibì 25 esemplari completi parcheggiati davanti alla fabbrica.

## Versioni

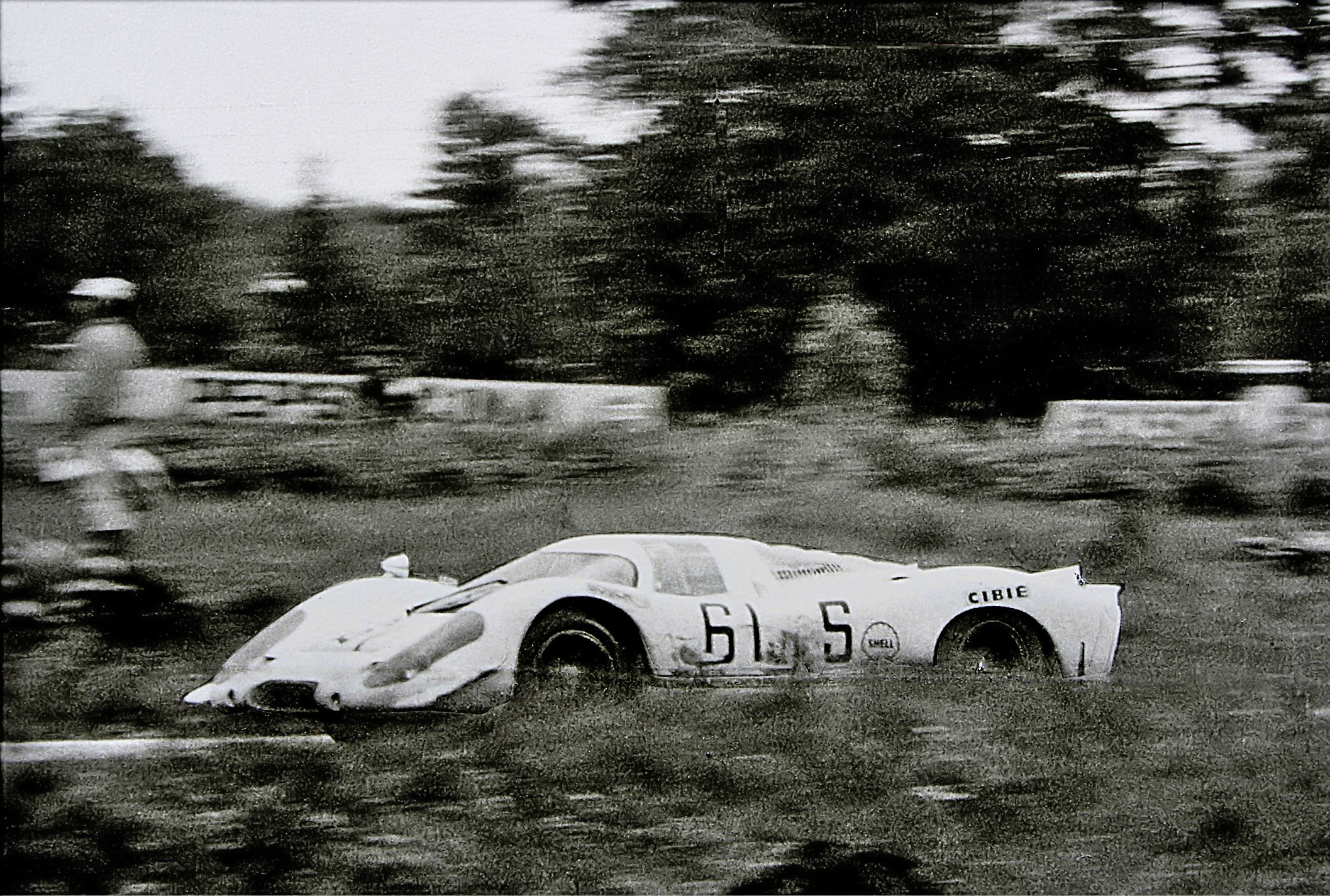
La Porsche 917 alla 1000 km del Nurburgring 1969

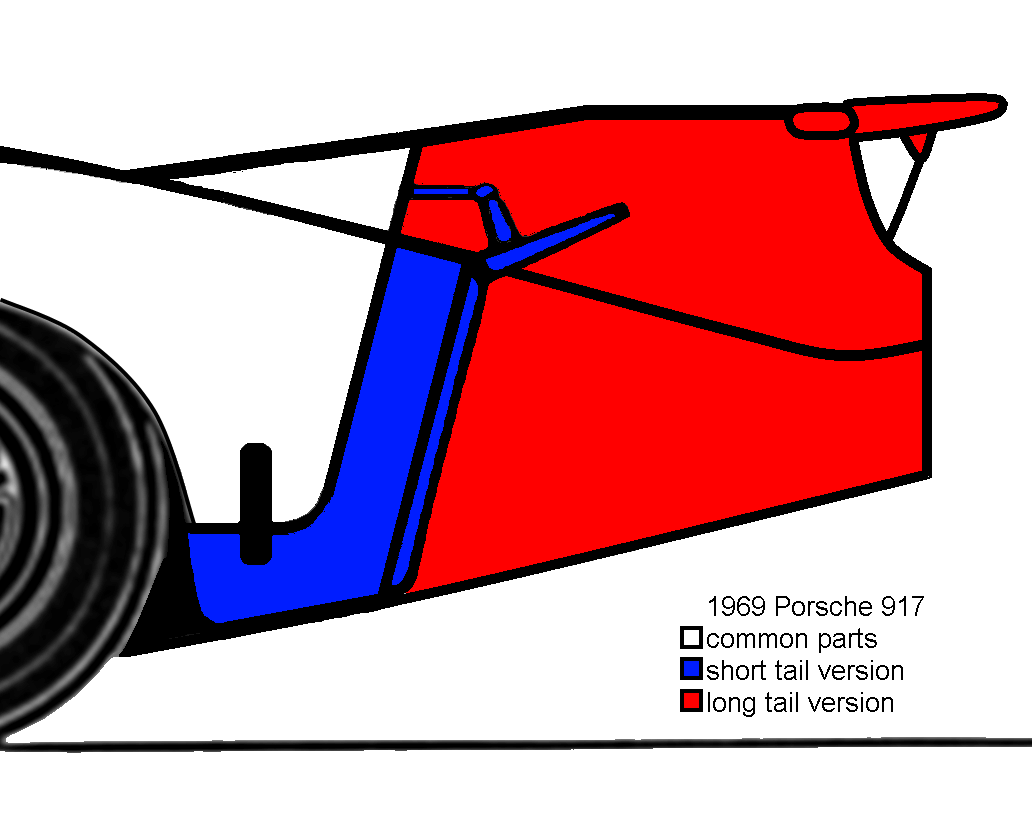
La coda lunga della 917 (omologazione originale del 1969) a confronto con la coda corta utilizzata nello stesso anno su piste tortuose

### Porsche 917
Al Salone di Ginevra del 1969 fu presentata la Porsche 917, sport prototipo realizzata per competere nella categoria fino a 5 litri di cilindrata. Il motore nasceva dall'unione di due monoblocchi del motore 6 cilindri boxer di 2.2 litri montato sulla Porsche 911 R, ottenendo un 12 cilindri con cilindrata di 4.494cm³, montato in posizione centrale longitudinale, che sviluppava una potenza di 520cv a 8.000 giri al minuto. Il telaio era a traliccio tubolare in lega di alluminio, la carrozzeria in pannelli di poliestere e il peso totale della vettura era di 800 kg. L'aspetto era quello di una Porsche 908 super palestrata, con l'abitacolo spostato in avanti per far spazio al grosso motore. Contrariamente al motore della 911, l'architettura era a V di 180° anziché boxer: i pistoni opposti avevano una manovella comune e quindi si muovevano nella stessa direzione anziché in direzioni opposte.
Per quanto riguardava l'aerodinamica, la vettura era un coupé basso e filante, con una configurazione della coda con poca deportanza, sia in versione lunga che corta e per correggere tale caratteristica era dotata in entrambi i modelli di alette stabilizzatrici collegate alle sospensioni posteriori. Tale soluzione provocò le proteste degli altri concorrenti alla 24 Ore di Le Mans 1969, perché proibita dai regolamenti, ma fu giudicata regolare dai commissari, i quali, a seguito di generosissime pressioni della Porsche, giustificarono l'omologazione sostenendo che la 917, per quanto estrema, rientrasse tra le vetture sport, cioè stradali, e le ali mobili erano parte integrante del progetto e fondamentali per la sicurezza.
La vettura debuttò alla 1000 km di Spa del 1969 ma quasi tutti i suoi piloti si rifiutano di guidarla per gravi problemi di instabilità alle alte velocità, preferendo la vecchia e più stabile Porsche 908, meno potente del nuovo modello. Tale scelta quell'anno si ripeté in molte gare: la 917 era progettata specificamente per conquistare la 24 Ore di Le Mans e solo lì avrebbe espresso tutto il proprio potenziale.

### Porsche 917PA

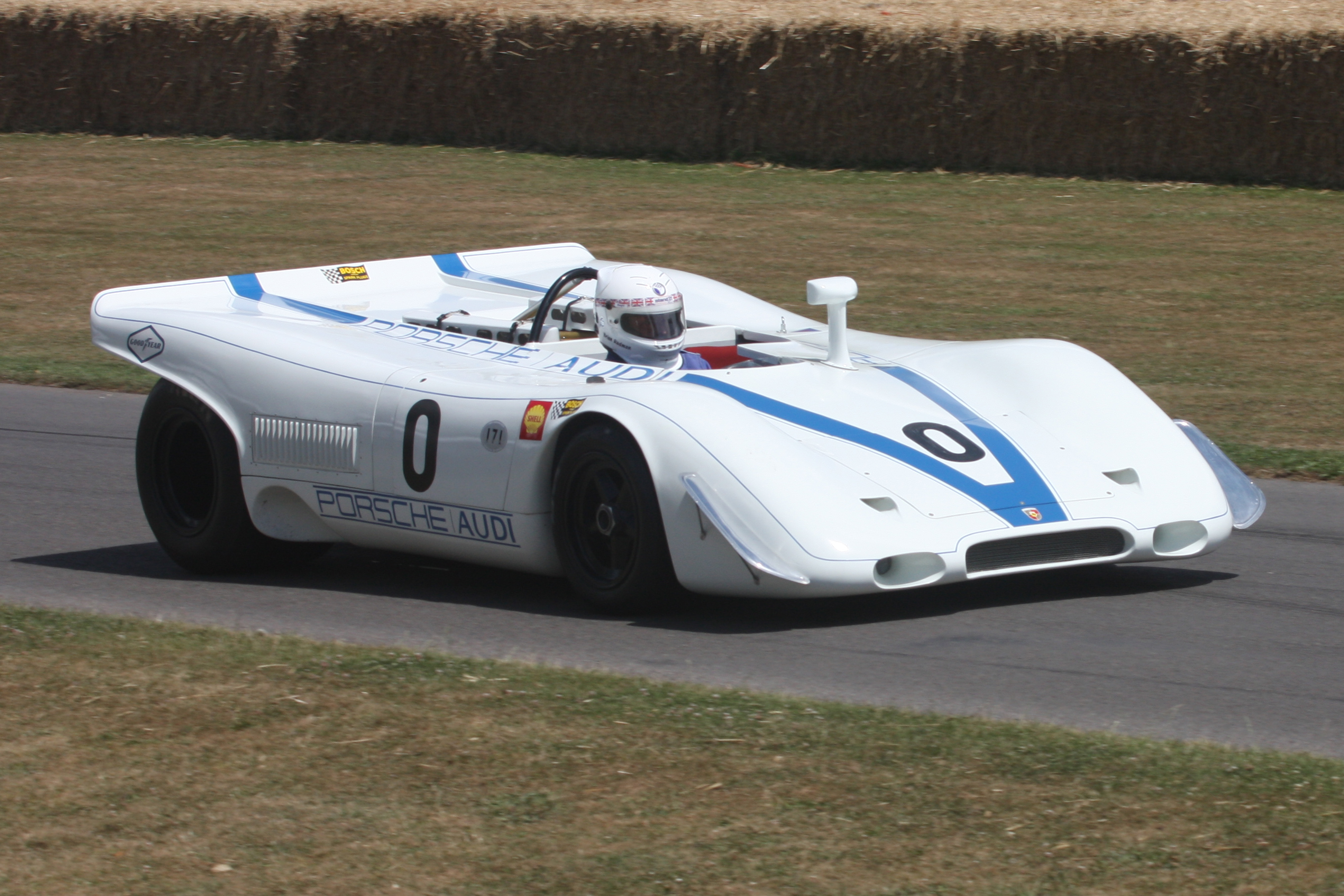
La Porsche 917PA

Versione Spyder (privata del tetto e alleggerita) realizzata nell'estate del 1969 su richiesta dell'importatore statunitense della Porsche/Audi (da qui la denominazione PorscheAudi), secondo le più permissive specifiche delle biposto da corsa del Gruppo 7, per competere nel campionato nordamericano Can-Am fino ad allora dominato dalle McLaren-Chevrolet, spinte da motori V8 di 7 litri e oltre 700 CV. La vettura fu portata in gara da Jo Siffert, ma visti i risultati non incoraggianti, dovuti soprattutto alla carenza di potenza (580 cavalli a 8500 giri/min, la vettura fu sottoposta a un programma di sviluppo e da essa derivarono dapprima la 917/16 e poi la 917/10.

### Porsche 917K

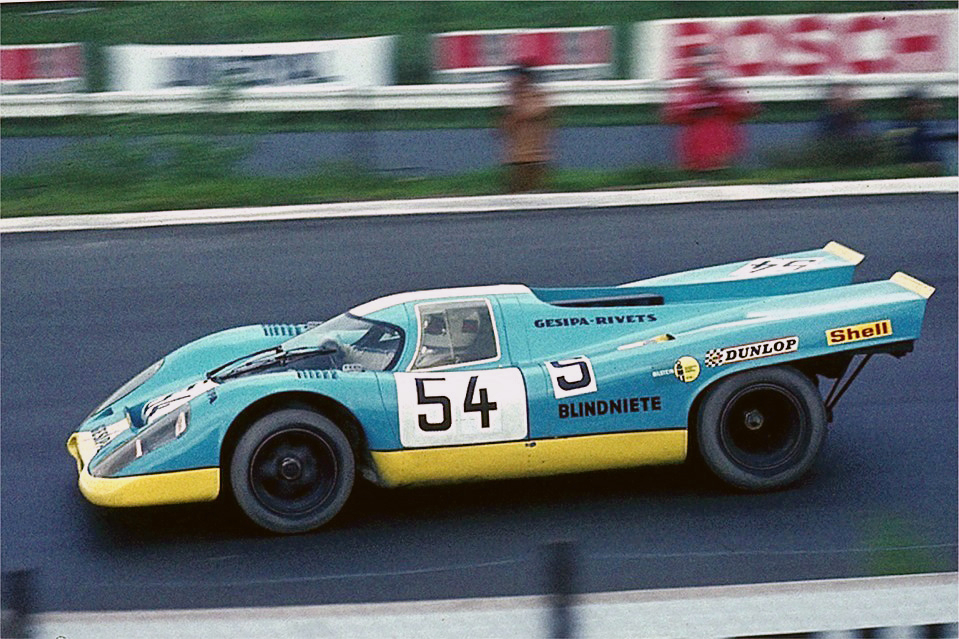
Porsche 917K

Per la stagione agonistica 1970, per risolvere l'instabilità aerodinamica della 917, su suggerimento dei tecnici della scuderia inglese John Wyer Automotive Engineering - che l'avrebbero portata in gara - fu modificata la parte posteriore della carrozzeria, introducendo una coda tronca e dal profilo ascendente; la parte inferiore della coda era totalmente aperta lasciando intravedere sospensioni e motore. La nuova versione, detta 917K (Kurzheck, codacorta), garantiva maggiore stabilità al retrotreno e migliorava il raffreddamento del motore, a spese della penetrazione aerodinamica.
Delle 25 Porsche 917 originali, 20 furono convertite nella variante Kurzheck, mentre altre 12 nuove vetture furono costruite direttamente in versione K. Fu scelto un motore da 4.907 cm³ e 580 cv, una potenza analoga al motore della rivale Ferrari.
Grazie alle modifiche, la nuova 917 diventò vincente, aggiudicandosi due 24 Ore di Le Mans, nel 1970 e nel 1971.

### Porsche 917LH

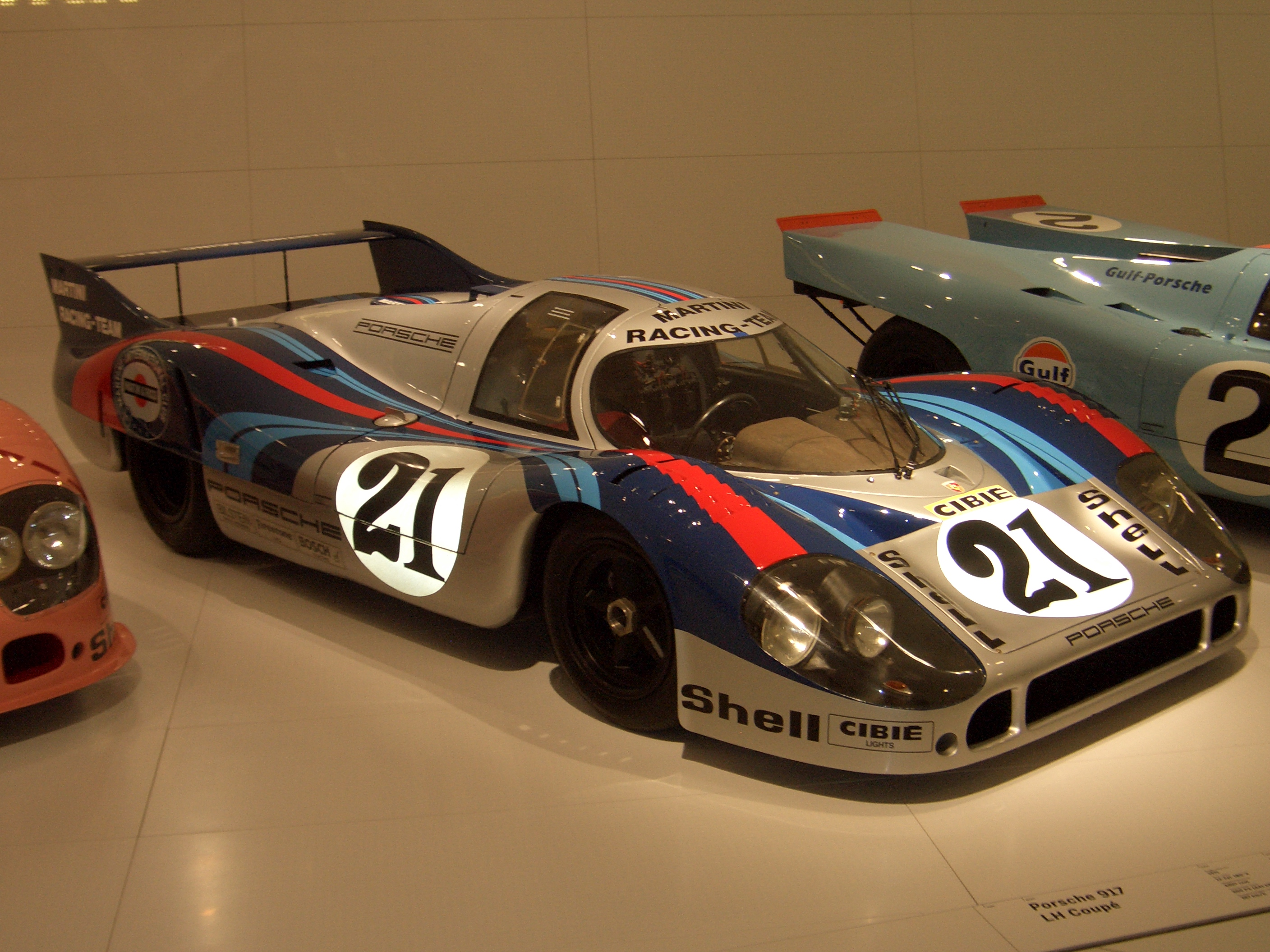
Porsche 917LH

Un'ulteriore evoluzione fu rappresentata dalla 917LH (Langheck, codalunga) presentata anch'essa nel 1970 per ridurre l'instabilità ad alta velocità e costruita in 5 esemplari, si distingueva per la coda lunga, una bassa resistenza aerodinamica e buona deportanza.
Sviluppata appositamente per i lunghi rettilinei del Circuit de la Sarthe, dove un assetto aerodinamico scarico che garantiva maggiore velocità massima in rettilineo abbassava i tempi sul giro nonostante una minore velocità in curva, la coda lunga e affusolata era sovrastata da un largo alettone monoplano; le ruote posteriori erano in parte carenate per diminuire le turbolenze.
Al termine della 24 Ore di Le Mans 1970 la migliore delle "LH", quella della Martini Racing, arrivò seconda, condotta da Gérard Larrousse e da Willi Kauhsen, giungendo alle spalle della 917K del team Porsche KG Salzburg.
Nella stagione 1971, le Porsche 917 LH e K ricevettero un nuovo propulsore di 5 litri, da 630 cv a 8.500 giri/min.

### Porsche 917/10

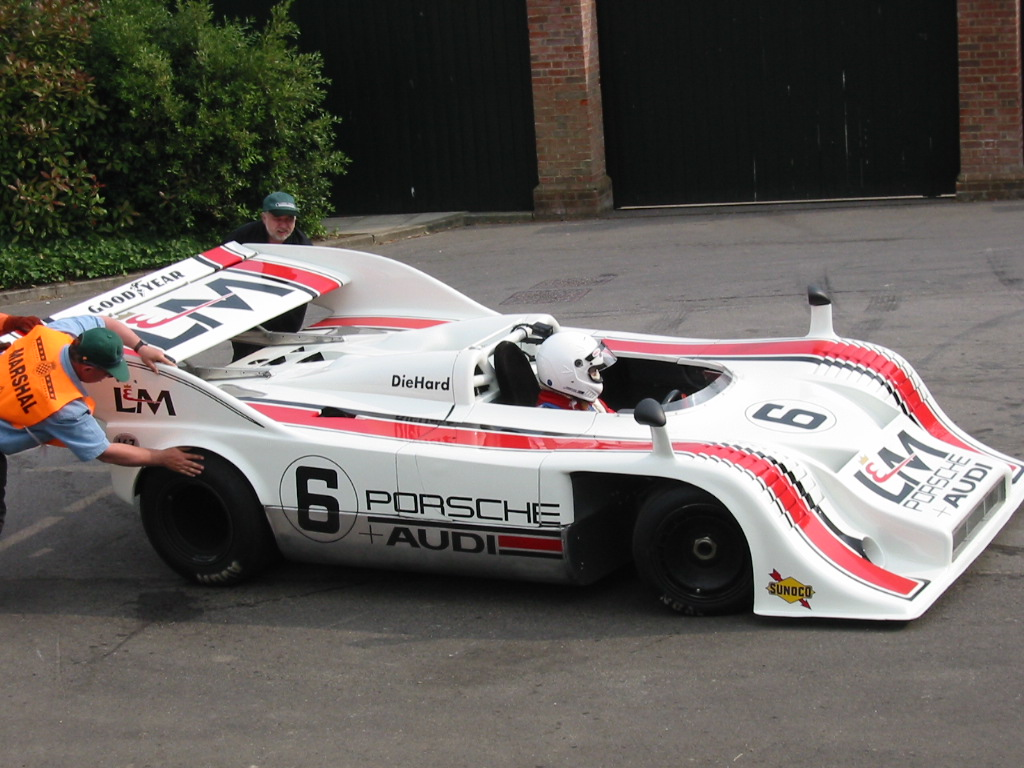
Una Porsche 917/10

La 917/10 fu la vettura con la quale, nel 1972, la Porsche ruppe la quinquennale egemonia della McLaren nel campionato Can-Am. Sviluppata sulla base della 917-PA, fu sperimentato un 16 cilindri V 180° da 750 cv (560 kw) che conferì notevole potenza, ma anche un handling (maneggevolezza) nervoso e impreciso.
Pertanto, dopo una serie di affinamenti meccanici, la 917/10 fu finalmente deliberata. Nuova la veste aerodinamica, caratterizzata da un frontale corto e piatto, a "cucchiaio", un passo corto ed un vistoso alettone posteriore fisso. Cuore del progetto, il V 180° 12 cilindri da 5 litri, dotato di doppio turbocompressore, in grado di sviluppare una potenza veramente elevata: 850 cv (630 kw) in assetto da gara, e ben 1.200 cv (882 kw) in assetto da qualifica, ottenuti con l'aumento della pressione di sovralimentazione. La potenza specifica di questo propulsore è pari a 240 cv/l (in assetto da qualifica), mentre la coppia motrice molto consistente, era pari a 931 Nm a 4.600 giri/min.
Per sopportare un simile valore di coppia, il cambio fu limitato a soli 4 rapporti, in modo da impiegare componenti di dimensioni maggiorate, a prova di stress, a tutto vantaggio dell'affidabilità. Il tutto senza penalizzare lo sfruttamento del motore il quale, proprio per la sua erogazione possente, non richiedeva un numero elevato di rapporti del cambio stesso.
Il telaio era sempre costituito da una struttura in alluminio a tralicci, già sperimentata sulle 917 destinate alle gare endurance. 
Il peso complessivo della 917/10 era pari 767 kg, pertanto il rapporto peso/potenza di questa vettura era pari a 0,635 kg/cv.

La 917/10 evidenziò subito una netta superiorità sulle avversarie, specialmente nei confronti di Lola T310 e McLaren M8F, incapaci di replicare le prestazioni velocistiche della Porsche.
Il pilota che avrebbe dovuto pilotare nella serie Can-Am la vettura della casa di Stoccarda era Mark Donohue, ufficiale del team di Roger Penske, affiancato dal collega George Follmer. Sfortunatamente, nel corso di alcuni test in pista, Donohue subì un grave incidente, che gli procurò la frattura a una gamba, impedendogli di gareggiare. Fu pertanto Follmer a condurre alla vittoria la 917/10 vincendo sei delle nove gare in calendario, e lanciando la Porsche come leader della serie.
La 917/10, caratterizzata da una potenza elevatissima e da un passo ridotto, nonché da un'aerodinamica non sufficientemente sviluppata (all'epoca le case costruttrici non facevano ancora un uso intensivo delle gallerie del vento), era considerata dai piloti alla stregua di un cavallo selvaggio. Follmer, grande estimatore della vettura, la descriveva come indomabile, con una fortissima tendenza al sovrasterzo, specialmente nei curvoni veloci. Al termine del 1972, la 917/10 fu sostituita dall'ancora più potente ed evoluta 917/30. Mentre quest'ultima fu schierata solo dal team Penske, condotta dal redivivo Mark Donohue, la 917/10 fu invece venduta a diversi team clienti, interessati a competere per la vittoria in campionato.

### Porsche 917/16

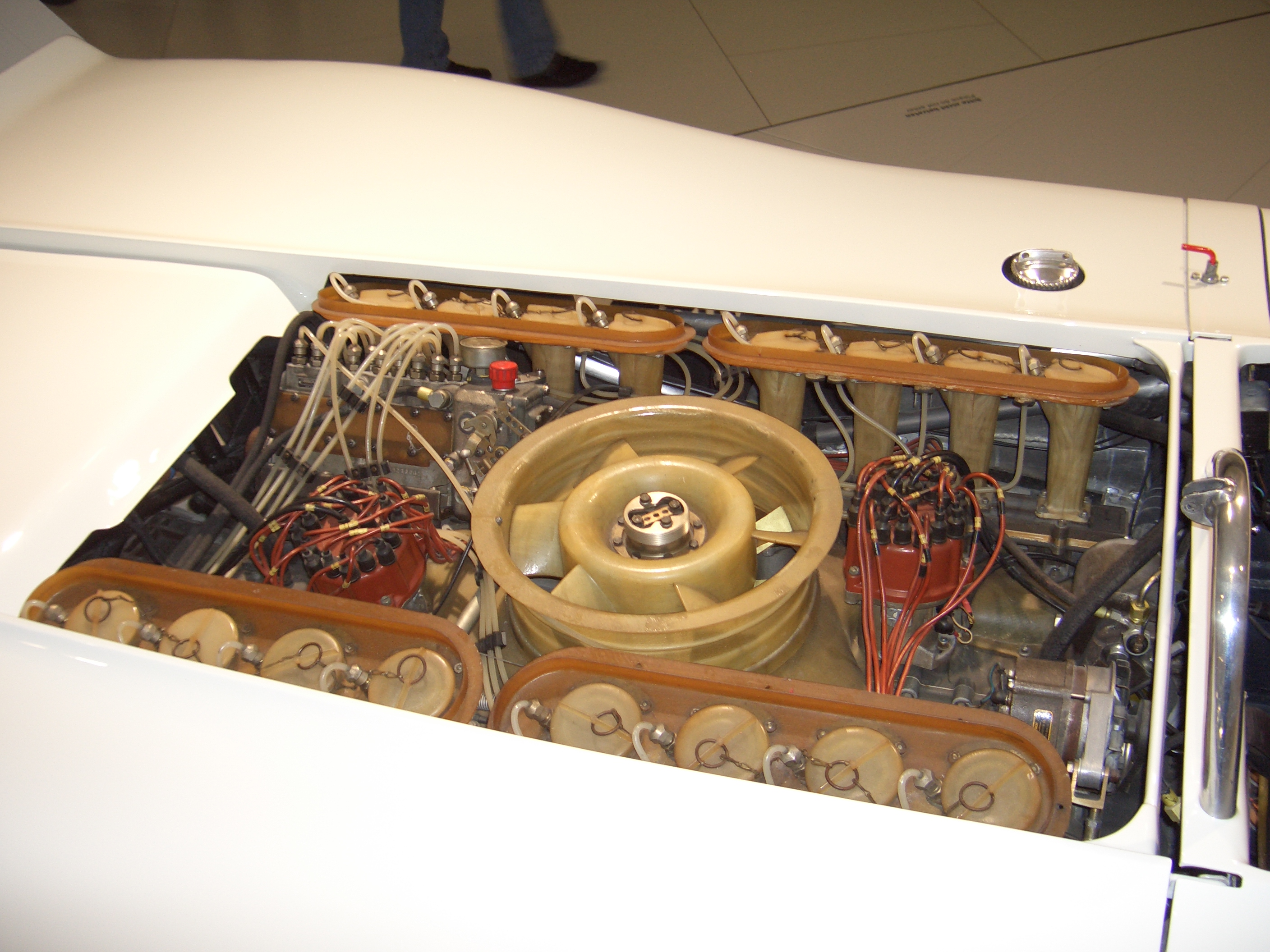
Il vano motore della Porsche 917/16

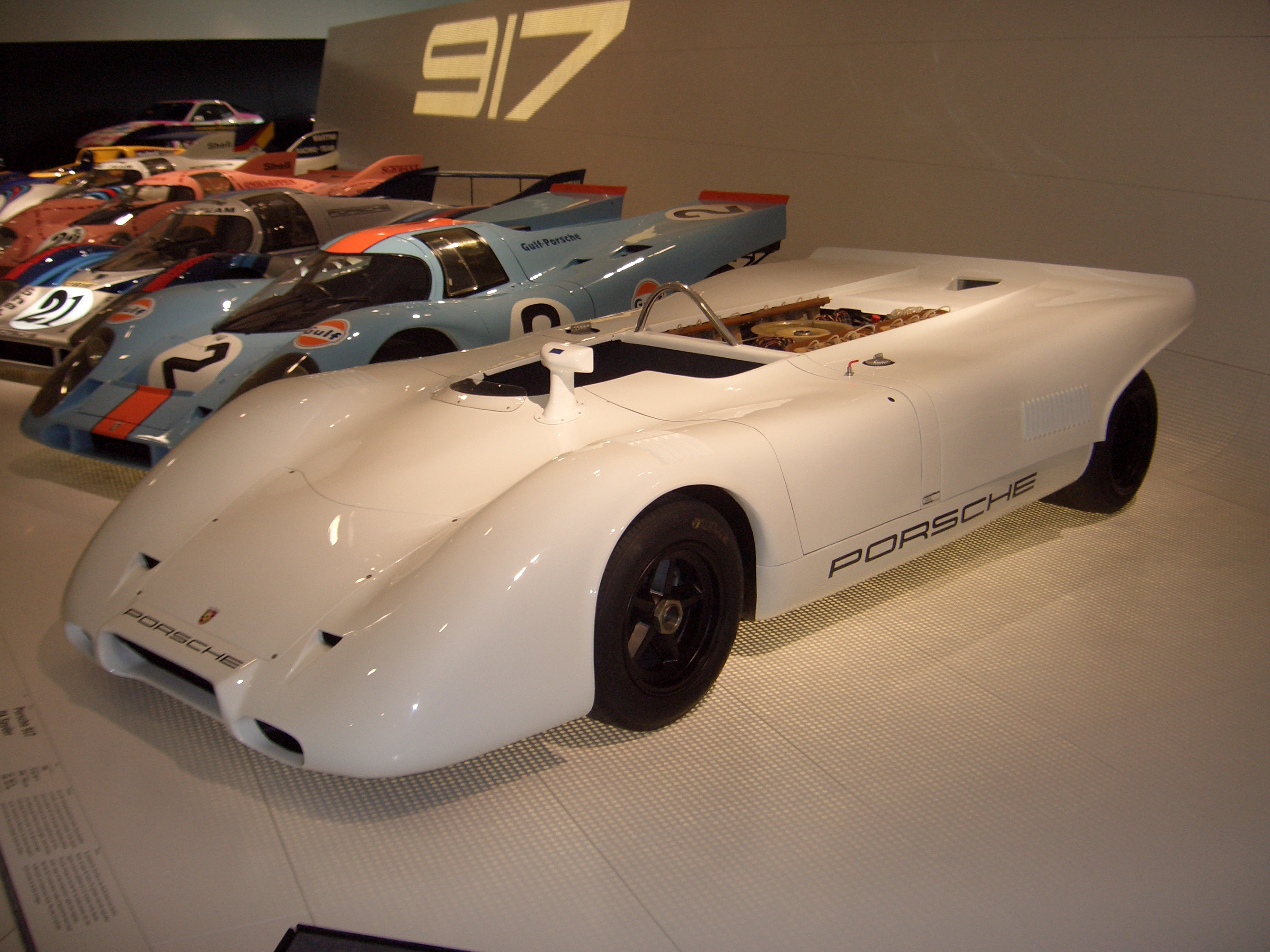
La Porsche 917/16

Alla ricerca di una sostituta per la 917PA e prima di riuscire a sviluppare a pieno la tecnologia del turbocompressore, la Porsche decise di realizzare e sottoporre ad un intenso programma di prove un'ulteriore versione della 917 spyder dotandola di un motore da 16 cilindri a V piatta, ottenuto dall'unione di due monoblocchi del suo 8 cilindri boxer da 3 litri. Tale vettura fu approntata per riuscire a fronteggiare la concorrenza della McLaren - Chevrolet, la concorrente di riferimento del Campionato CAN-AM, dotata di un mastodontico motore V8 da oltre 750 CV.
Per essere sicuri, a Stoccarda avevano realizzato una serie di motori diversi, con cilindrate che andavano da 6 litri con 770 CV a 7,2 litri con 880 cavalli. La versione da 6,6 litri, che sviluppava 750 CV a 8.000 giri/min, fu installata su una 917PA e si dimostrò estremamente affidabile durante le prove, ma il dodici cilindri sovralimentato al suo stadio iniziale di sviluppo si era già dimostrato superiore al 16 cilindri e perciò la 917/16 fu accantonata.

### Porsche 917/20

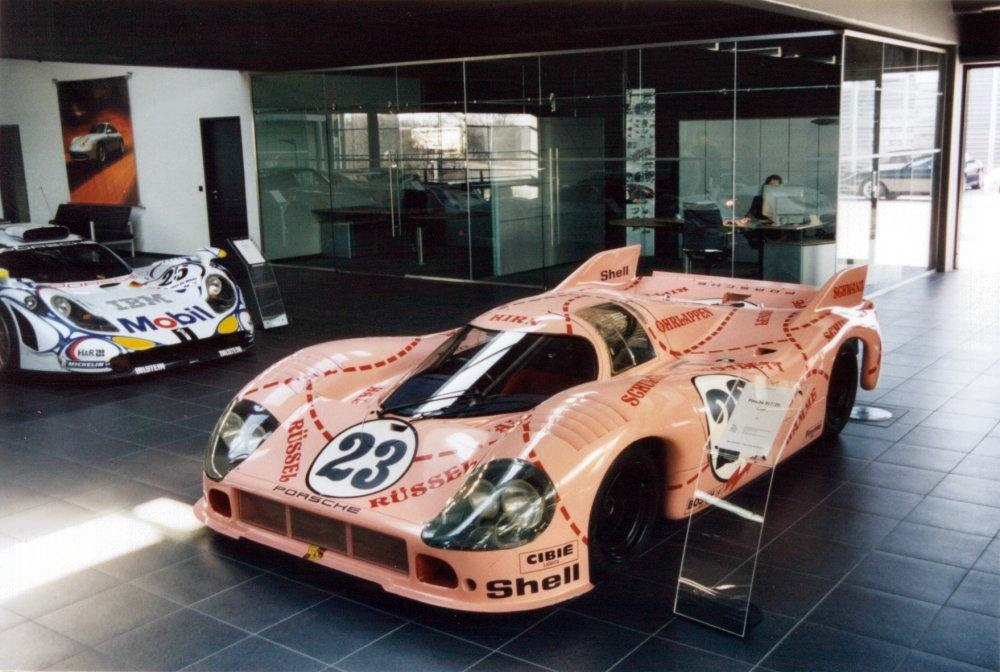
La Porsche 917/20

Si tratta di una versione sperimentale della 917, studiata in collaborazione con l'azienda francese S.E.R.A., specializzata in studi aerodinamici, impiegata dalla Porsche nella 24 Ore di Le Mans del 1971. Con la 917/20 fu estremizzato il concetto aerodinamico del modello 917, cercando di realizzare una sorta di anello di congiunzione tra la 917K (Kurz, ovvero coda corta, passo corto) e la 917LH (Langheck, coda lunga, passo lungo). In seconda analisi, la 917/20 costituiva una sorta di prototipo di studio per le future modifiche volte a trasformare la 917 per la serie americana Can-Am.
Accorciata rispetto alla versione LH, la 917/20 recuperava superficie aerodinamica tramite un allargamento della carrozzeria. Il posteriore vide scomparire lo spoiler tipico della LH, sostituito da un nolder pronunciato, cui si aggiungevano due superfici aerodinamiche in coda, verticali, utili a stabilizzare la vettura in velocità.
Il telaio a tralicci, sostanzialmente il medesimo della 917K, fu realizzato in magnesio: si trattava di una soluzione estremamente all'avanguardia, capace di garantire un considerevole risparmio di peso e, conseguentemente, una migliore distribuzione delle masse.
Tuttavia il magnesio, rispetto all'alluminio ed all'acciaio (materiali con i quali, tradizionalmente, venivano realizzate le scocche all'epoca), era altamente infiammabile: in caso di incidente, la 917/20 avrebbe corso seriamente il rischio di bruciare in un incendio, qualora fossero stati danneggiati i serbatoi del carburante.
Il propulsore della 917/20 era il V 180° 12 cilindri di 4,9 litri, capace di erogare 600 cv a 8.400 giri/min., dotato di raffreddamento ad aria, forzata tramite la classica ventola posta sul dorso del motore.
La vettura, complessivamente più tozza e meno armonica nelle linee rispetto alle altre 917, fu colorata di rosa, e sulla carrozzeria furono disegnati i tagli della carne, con tanto di indicazioni del tipo "lombata", "costolette", "prosciutto".
Questa caratteristica livrea, unitamente alle forme meno aggraziate, le fecero guadagnare il soprannome di "Der Truffeljäger" (tedesco: La Cercatrice di tartufi), "Maialino rosa", o "Pink Pig". Immediatamente, la vettura divenne il soggetto preferito di molti fotografi specializzati nel settore automobilistico, che dedicarono pagine e copertine a questa stravagante incarnazione della 917.
Alla 24 Ore di Le Mans, nel corso delle pre-qualifiche la vettura si dimostrò molto veloce, chiudendo i test con il miglior tempo assoluto. Sebbene non riuscì a ripetere l'exploit nel corso delle qualifiche ufficiali, la 917/20 in gara occupò stabilmente le posizioni di testa. Purtroppo, mentre era in sesta posizione, in pieno recupero sulle vetture di testa, un guasto ne interruppe ogni velleità. Ritirata quindi dalle competizioni, terminò i suoi giorni nel museo della casa, quale una delle principali attrazioni.

### Porsche 917/30

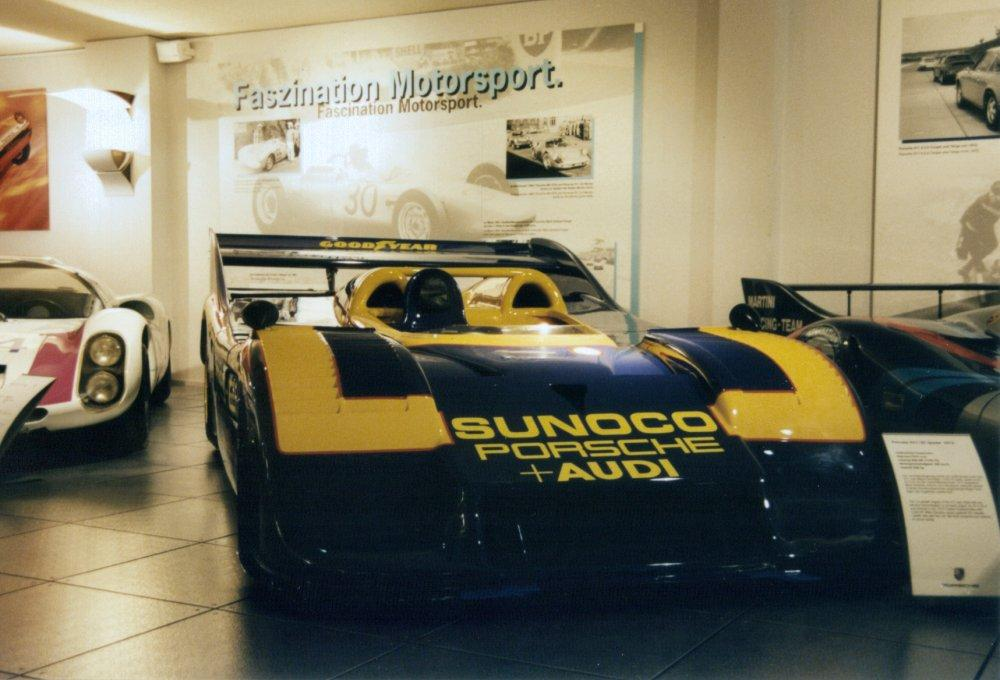
Porsche 917/30

Dopo la vittoria del 1972 con la 917/10, la Porsche decise di rilanciare, sviluppando il concetto 917 in modo radicale, ottenendo nella versione 917/30 la massima evoluzione. Sempre basata su carrozzeria barchetta, rispetto alla 917/10 vantava un passo maggiorato, un nuovo design del frontale (più incavato e capace di offrire una maggiore deportanza) e una coda allungata, dotata di uno spoiler completamente ridisegnato. Una più efficace geometria del sistema sospensivo contribuì, inoltre, a migliorare considerevolmente la guidabilità del modello, smussando il carattere indomito della versione 917/10.
Sotto il cofano, altrettanti, notevoli miglioramenti.
Il 12 cilindri V 180°  fu incrementato nella cilindrata, passando da 5 a 5,4 litri, sempre dotato di turbocompressori (uno per bancata) e raffreddamento ad aria. La potenza subì un drastico incremento, giungendo a toccare il valore, in assetto da qualifica, di 1.580 cv (1.161 kw) a 7.800 giri/min., tuttavia, in gara, la 917/30 veniva depotenziata a circa 1.200/1.300 cv (882/955 kw), al fine di salvaguardarne l'affidabilità. Ovviamente, anche i valori di coppia subirono un incremento considerevole, giungendo a toccare i 1.112 Nm a 6.400 giri/min., mentre per il cambio furono mantenuti solo 4 rapporti, come per la 917/10.
Il peso, grazie anche all'utilizzo di fibre plastiche per la realizzazione della carrozzeria, fu contenuto in soli 849 kg, portando il rapporto peso/potenza ad un valore di soli 0,53 kg/CV. Le prestazioni della 917/30 sono, a tutt'oggi, ineguagliabili nella categoria: l'accelerazione 0–100 km/h è stimata in 1"9, 0–160 km/h in 3"9, 0–320 km/h in 10"9, velocità massima 400 km/h circa. Questa vettura, nella celebre livrea giallo/blu dello sponsor Sunoco, fu schierata esclusivamente dal team ufficiale Penske, e condotta dall'ottimo Mark Donohue. Una sola vettura fu affidata al team americano, che tuttavia dominò letteralmente l'edizione 1973 del campionato Can-Am, vincendo ben 6 delle 8 gare in calendario. Le prime due gare della stagione furono invece vinte dall'amico/rivale, il campione in carica George Follmer, al volante di una 917/10 schierata dal team privato Rinzler Motorsport.
Follmer protestò contro la decisione, da parte della Porsche, di assegnare esclusivamente al team Penske la 917/30, impedendo così ai team privati di competere allo stesso livello della squadra ufficiale, essendo le 917/10 molto meno performanti della nuova evoluzione della 917. La 917/30, dominando la stagione, portò tuttavia alla fine del campionato Can-Am: il livello straordinario di prestazioni raggiunto dalle vetture, i costi insostenibili e la crisi del petrolio, portarono ad un ridimensionamento della serie, che si avviò verso un lento declino. Per l'edizione del 1974, la Porsche 917/30 fu penalizzata dai regolamenti, al fine di interromperne l'egemonia. Pertanto si decise di ridurne la capacità dei serbatoi, ponendo così fine ad ogni ambizione di vittoria del modello.
L'unica gara cui la 917/30 prese parte nel 1974 fu dominata da Brian Redman, il quale fu tuttavia costretto ad accontentarsi del secondo posto finale, rallentando vistosamente poiché terminò quasi completamente il carburante nel corso degli ultimi giri.
In Europa la 917/30 fu impiegata con successo nel campionato Interserie, omologo della statunitense Can-Am, dominando per diversi anni con piloti come Herbet Müller e Leo Kinnunen.
Nel 1975, sul Talladega Speedway (Alabama, USA), della lunghezza di 4,28 km, Mark Donohue e la 917/30 infransero il record di velocità sul giro in circuito, compiendo un giro alla elevata media di 355,923 km/h. Il record rimase imbattuto per quattro anni.
Particolare curioso è stato il verificarsi in alcune occasioni di veri e propri slittamenti dei cerchi sugli pneumatici delle ruote motrici, a causa delle notevoli prestazioni del motore.

### Porsche 917K/81
Allorché fu rimosso il limite di 3 litri alla cilindrata delle vetture sportprototipo, i fratelli Kremer, esperti preparatori tedeschi di vetture da corsa, costruirono a partire dai progetti forniti loro dalla Porsche la loro nuova 917K/81 a cui apportarono modifiche al telaio (rinforzandolo mediante tubi di diametro maggiore), alle sospensioni (per sopportare i maggiori sforzi imposti da pneumatici più moderni) e alla veste aerodinamica e vi montarono il robusto cambio a soli 4 rapporti della 917/30. La vettura fu schierata sfruttando un buco regolamentare che permetteva l'iscrizione in Gruppo 6 (riservato alle barchette) di vetture coupé che avessero un'apertura fissa nel tetto: la 917K81 fu dotata di una tale apertura posta tra le cerniere delle portiere poste sul tetto e attraverso tale foro il pilota poteva guardare lo specchio retrovisore installato al di sopra della cornice del parabrezza.
Il progetto fu realizzato in pochi mesi, tra la fine del 1980 e la 24 Ore di Le Mans 1981, perciò vi fu poco tempo per affinare e sviluppare l'aerodinamica della vettura, in quanto gli sforzi si concentrarono in altri settori del progetto. La vettura, pilotata da Bob Wollek, Xavier Lapeyre e Guy Chasseuil, non ottenne però i risultati sperati e fu superata in pista da vetture più recenti, come la sua erede la Porsche 936. Dopo la delusione francese, i Kremer la schierarono nell'ultima gara del Campionato del mondo sportprototipi del 1981 a Brands Hatch, dove la vettura si ritirò per colpa della rottura di una sospensione mentre Bob Wollek era al comando: l'altro pilota Henri Pescarolo non riuscì nemmeno a guidarla in gara.

## Risultati sportivi
La coraggiosa scelta di investire grandi risorse in questo nuovo modello ebbe la conseguenza di alzare il livello della competizione e spingere la concorrenza a fare altrettanto. Nel giugno 1969 Enzo Ferrari, che aveva già realizzato tre esemplari di una nuova vettura prototipo con motore tre litri (la Ferrari 312 P) non molto vincente, cedette metà della sua azienda alla FIAT e con quel denaro costruì 25 vetture spinte da un motore V12 di 5 litri per poter competere ad armi pari con la Porsche. Gli ci vollero nove mesi per produrre 25 512S, gran parte delle quali sarebbero state vendute a team privati per la stagione 1970. Questi erano la Scuderia Filipinetti, la N.A.R.T., l'Écurie Francorchamps, la Scuderia Picchio Rosso, il Gelo Racing Team e la Escuderia Montjuich; Porsche si appoggiava invece alle scuderie JWA Gulf e KG Salzburg (emanazione austriaca della casa, in seguito sostituita dalla Martini Racing) che godevano del supporto diretto della casa madre e a team privati come la AAW Shell Racing e il David Piper Racing.
Il vantaggio di tempo accumulato dalla casa tedesca nei confronti degli avversari e l'apprendistato effettuato nella stagione 1969 permise alla Porsche 917K di ottenere numerosi successi e di vincere la 24 Ore di Le Mans 1970 con l'equipaggio Hans Herrmann e Richard Attwood; e nel 1971 con Helmut Marko e Gijs van Lennep, in questa edizione stabilisce anche la maggiore percorrenza chilometrica della gara coprendo 5.335,31 km alla media di 222,304 km/h, primato invariato sino al 2010 e reso possibile dalla conformazione del circuito molto più veloce rispetto alle versioni successive.
Sia nel 1970 sia nel 1971 la 917 si aggiudica il Campionato Mondiale Sportprototipi.
In America vince nel 1970 e 1971 la 24 Ore di Daytona, nel 1972 al 1973 il Campionato Can-Am.

## Nei media
Questa vettura diventa ancora più famosa grazie al film del 1971 intitolato Le 24 Ore di Le Mans e prodotto, girato e interpretato come protagonista da Steve McQueen. Nella pellicola l'attore americano (pilota della Gulf Porsche 917) nonostante un terribile incidente in cui distrugge la sua vettura, riesce a portare alla vittoria il suo compagno di squadra alla guida di una vettura gemella. Antagonista principale della Porsche, come fu nella realtà delle competizioni di quell'epoca, era la Ferrari 512 S costruita dalla casa di Maranello per competere con la casa tedesca.